# Senat (Francja)

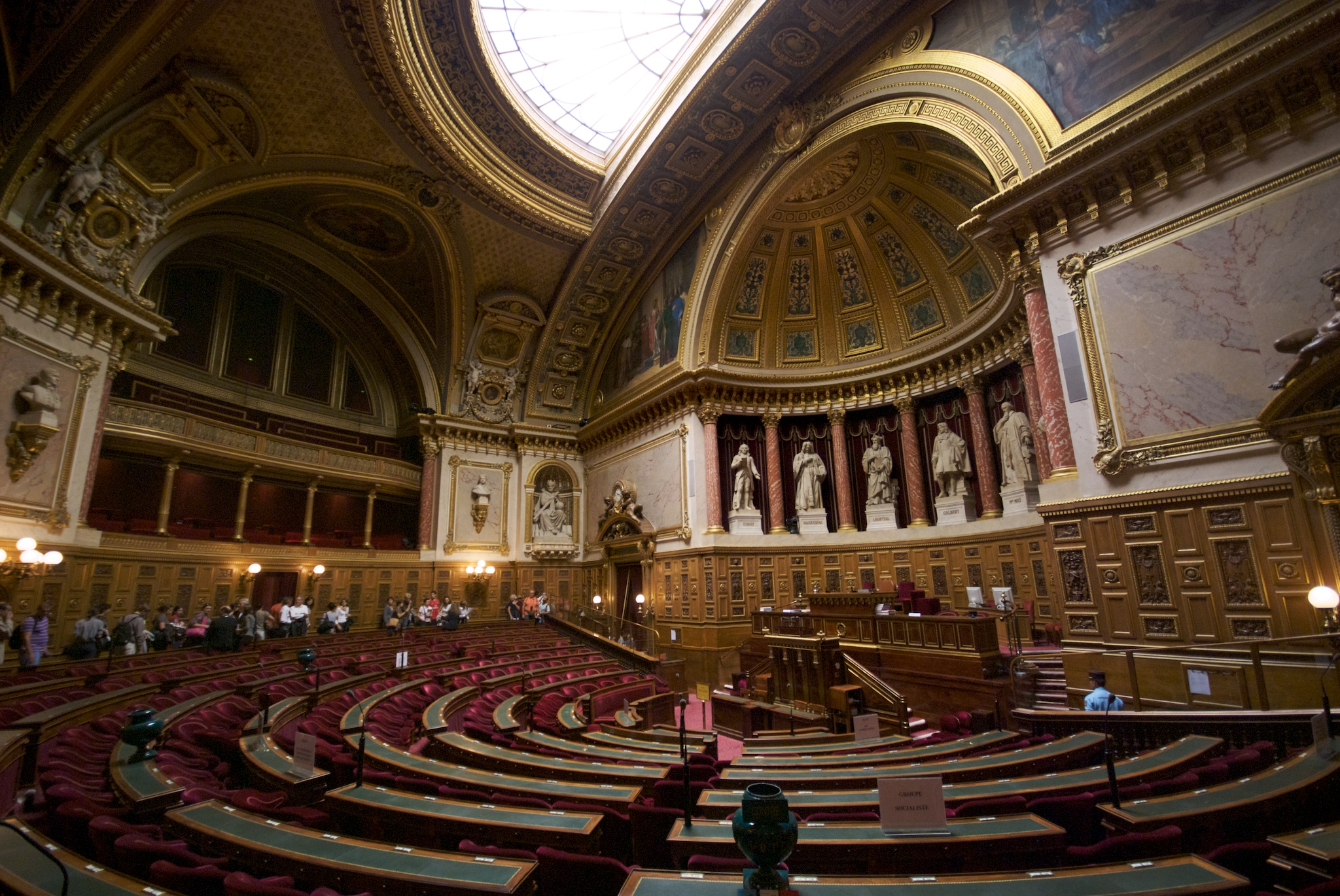
Sala obrad plenarnych Senatu w Pałacu Luksemburskim

Senat (fr. Sénat) – izba wyższa francuskiego parlamentu. Tworzy go 348 senatorów, a przewodniczącym jest Gérard Larcher.

## Historia
Senat, podobnie jak parlament w ogóle, nie istniał w ramach królewskich, absolutnych rządów ancien régime. W pierwszych latach rewolucji francuskiej powstało jednoizbowe Zgromadzenie Narodowe, które było wyrazem demokratycznych dążeń przywódców rewolucyjnych. Kolejne zmiany polityczne i uchwalane konstytucje też zachowywały jednoizbowy parlament. Pierwszy raz izba wyższa pojawiła się w tzw. konstytucji dyrektorialnej z 1795 roku pod nazwą Rady Starszych. Jednak dopiero w 1799 roku, po przewrocie 18 brumaire’a Napoleona Bonaparte wyższą izbę parlamentu nazwano Senatem. Funkcjonował on w latach 1799–1804 w ramach systemu konsulatu. 18 maja 1804 roku Senat przegłosował powstanie cesarstwa francuskiego z Napoleonem Bonaparte jako cesarzem. Choć władza cesarza była absolutna Senat nadal funkcjonował aż do upadku cesarstwa w 1814. Po restauracji Burbonów i wydaniu Karty Konstytucyjnej Senat został zastąpiony przez arystokratyczną Izbę Parów. Został natomiast przywrócony w latach 1852–1870 na mocy konstytucji II Cesarstwa. Po kilkuletniej przerwie funkcjonował ponownie w latach 1875–1940 na mocy konstytucji III Republiki. Po upadku III Republiki w 1940 roku Senat przestał funkcjonować, a w nowej IV Republice zastąpiono go Radą Republiki. Został przywrócony i istnieje w obecnej formie od 1958 roku, na mocy konstytucji V Republiki.

## Skład i sposób wyboru
Do września 2004 roku w Senacie zasiadało 331 członków, wybieranych na okres 9 lat. Od tego czasu liczba senatorów ulegała jednak stopniowemu rozszerzeniu, aż w 2011 roku osiągnęła 348. Ponadto kadencja została skrócona do 6 lat, a połowa składu wymieniana jest co 3 lata. Do 2004 roku zaś, co 3 lata wymieniano jedną trzecią składu izby. Senatorowie wybierani są w wyborach pośrednich, przez ok. 145 tys. elektorów – głównie przedstawicieli władzy lokalnej.
Obecny skład Senatu (styczeń 2019)
Źródło: 
| Partia     | Mandaty | Przewodniczący grupy |
| ---------- | ------- | -------------------- |
| LR         | 145     | Bruno Retailleau     |
| PS         | 74      | Patrick Kanner       |
| UC-UDI     | 51      | Hervé Marseille      |
| LREM       | 23      | François Patriat     |
| RSDE       | 22      | Jean-Claude Requier  |
| PCF        | 16      | Éliane Assassi       |
| Agir       | 12      | Claude Malhuret      |
| Niezależni | 5       |                      |

## Przewodniczący
Senatorowie wybierają jedną osobę spośród swego grona na przewodniczącego izby. Obecnie funkcję tę sprawuje Gérard Larcher. Osoba piastująca ten urząd zajmuje trzecie miejsce w kolejności precedencji we Francji, a w przypadku śmierci, impeachmentu, lub rezygnacji prezydenta przewodniczący Senatu przejmuje jego obowiązki. Do tej pory zdarzyło się to dwukrotnie - po ustąpieniu gen. de Gaulle'a w 1969 oraz śmierci Georges'a Pompidou w 1974 roku.
| Przewodniczący     | Rozpoczęcie         | Zakończenie         |
| ------------------ | ------------------- | ------------------- |
| Gaston Monnerville | 4 października 1958 | 2 października 1968 |
| Alain Poher        | 2 października 1968 | 2 października 1992 |
| René Monory        | 2 października 1992 | 1 października 1998 |
| Christian Poncelet | 1 października 1998 | 1 października 2008 |
| Gérard Larcher     | 1 października 2008 | 1 października 2011 |
| Jean-Pierre Bel    | 1 października 2011 | 30 września 2014    |
| Gérard Larcher     | 1 października 2014 |                     |

## Rola Senatu
Francuski Senat pełni przede wszystkim funkcję ustawodawczą. Jego konstytucyjnym zadaniem jest również sprawowanie kontroli nad rządem.

## Siedziba

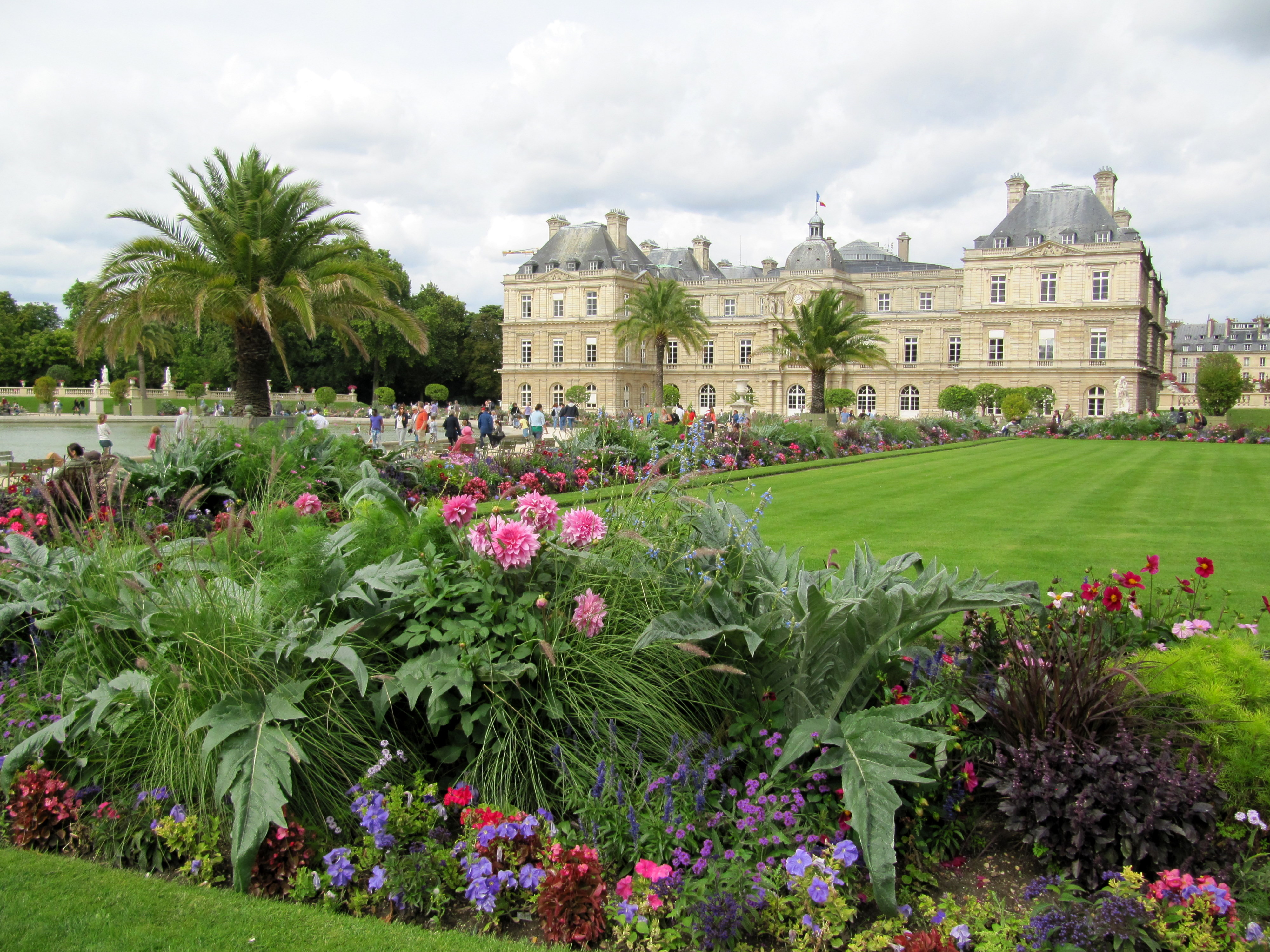
Ogród Luksemburski, w tle Pałac Luksemburski w Paryżu – siedziba Senatu

Siedzibą Senatu jest Pałac Luksemburski położony w szóstym paryskim arrondissement. W jego pobliżu znajduje się Ogród Luksemburski. Budynku strzeże Francuska Gwardia Republikańska.